# Сорокин, Валерий Александрович
Валерий Александрович Сорокин (27 марта 1987, Киров) — российский футболист, защитник и опорный полузащитник.

## Биография
Занимался футболом с третьего класса в ДЮСШ № 5 г. Кирова, первый тренер — Конышев Валерий Александрович. В юношеские годы занимался в спортинтернате в Ижевске. В 2005 году начал выступать во взрослых соревнованиях в составе кировского «Динамо», игравшего во втором дивизионе. Провёл в команде бессменно шесть сезонов, стал бронзовым призёром зонального турнира второго дивизиона «Урал-Поволжье» 2006 года. В 2011 году играл за «Амур-2010» (Благовещенск). В начале 2012 года вернулся в кировский клуб, где провёл ещё полтора сезона. В общей сложности сыграл за «Динамо» более 170 матчей.
В 2013 году перешёл в «Носту» (Новотроицк), в её составе провёл три сезона. Лучший бомбардир команды в сезоне 2013/14 (6 голов). В 2015 году со своим клубом вышел в 1/16 финала Кубка России, где «Носта» уступила грозненскому «Тереку». Затем провёл два сезона в костромском «Спартаке».
С 2018 года выступал за «Динамо» (Брянск), перешёл в команду вместе с ещё пятью экс-футболистами костромского «Спартака». В сезоне 2019/20 с брянским клубом победил в турнире зоны «Центр» второго дивизиона. С девятью забитыми голами стал лучшим бомбардиром своего клуба в сезоне, а в споре бомбардиров своей зоны занял шестое место. Признан лучшим игроком брянского клуба в сезоне 2019/20.Вышел с командой в 1 лигу ФНЛ в сезоне 2020/2021 провёл 28 матчей забил 1 мяч.Следующий сезон команда Динамо Брянск провела во втором дивизионе и с командой Сорокин занял 3 место в зоне Центр 2 дивизион.
В 2023 году выступал за команду КССС(г.Кирово-Чепецк) Выйграл чемпионат и кубок З дивизион зона Золотого Кольца и с командой на финальной части в г.Сочи так же стал победителем и получили звание КМС(по футболу)
Всего за карьеру сыграл не менее 350 матчей (40 голов) в первенствах России, все — во втором дивизионе. В первенстве ФНЛ 28 матчей(1 гол)В Кубке России сыграл не менее 24 матчей (4 гола).